# Marbella
Marbella je město v jižním Španělsku, turistické letovisko v pobřežní oblasti Costa del Sol v provincii Málaga, v autonomní oblasti Andalusie.

## Obyvatelstvo
Ze 143 386 obyvatel evidovaných V Marbelle v roce 2019 bylo 38 195 cizinců a z nich 5824 Britů, 4587 Marokánců, 2561 Němců, 1196 Nizozemců, 158 Rakušanů a 130 Švýcarů.

## Historie
Oblast Marbelly byla osídlena již v neolitu, jak dosvědčují archeologické nálezy z jeskyně Pecho Redondo v pohoří Sierra Blanca a také ze čtvrti Las Chapas v Coro de Correa.

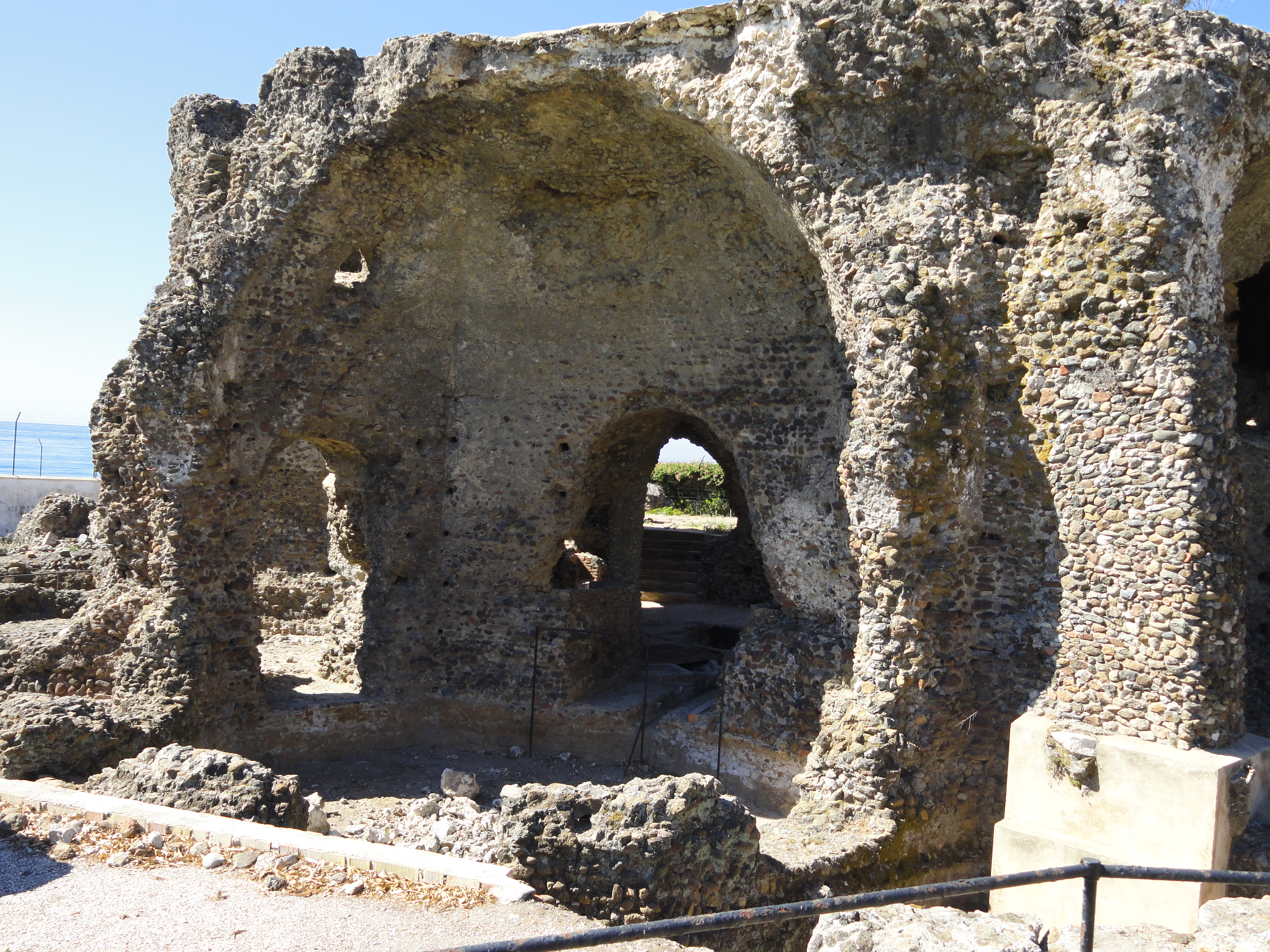
Las Bóvedas, římské termální lázně

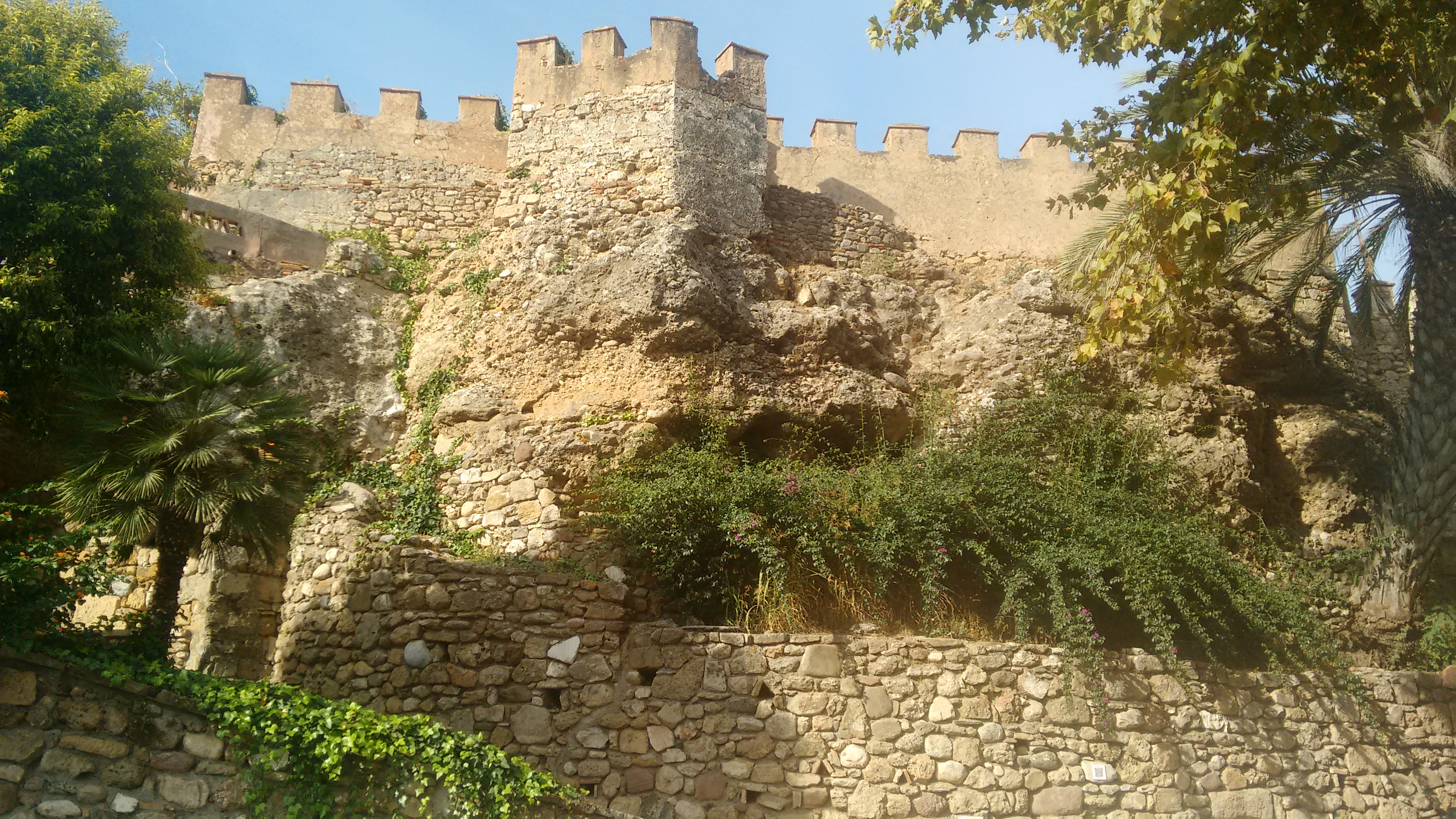
Hrad Castillo de la Madera

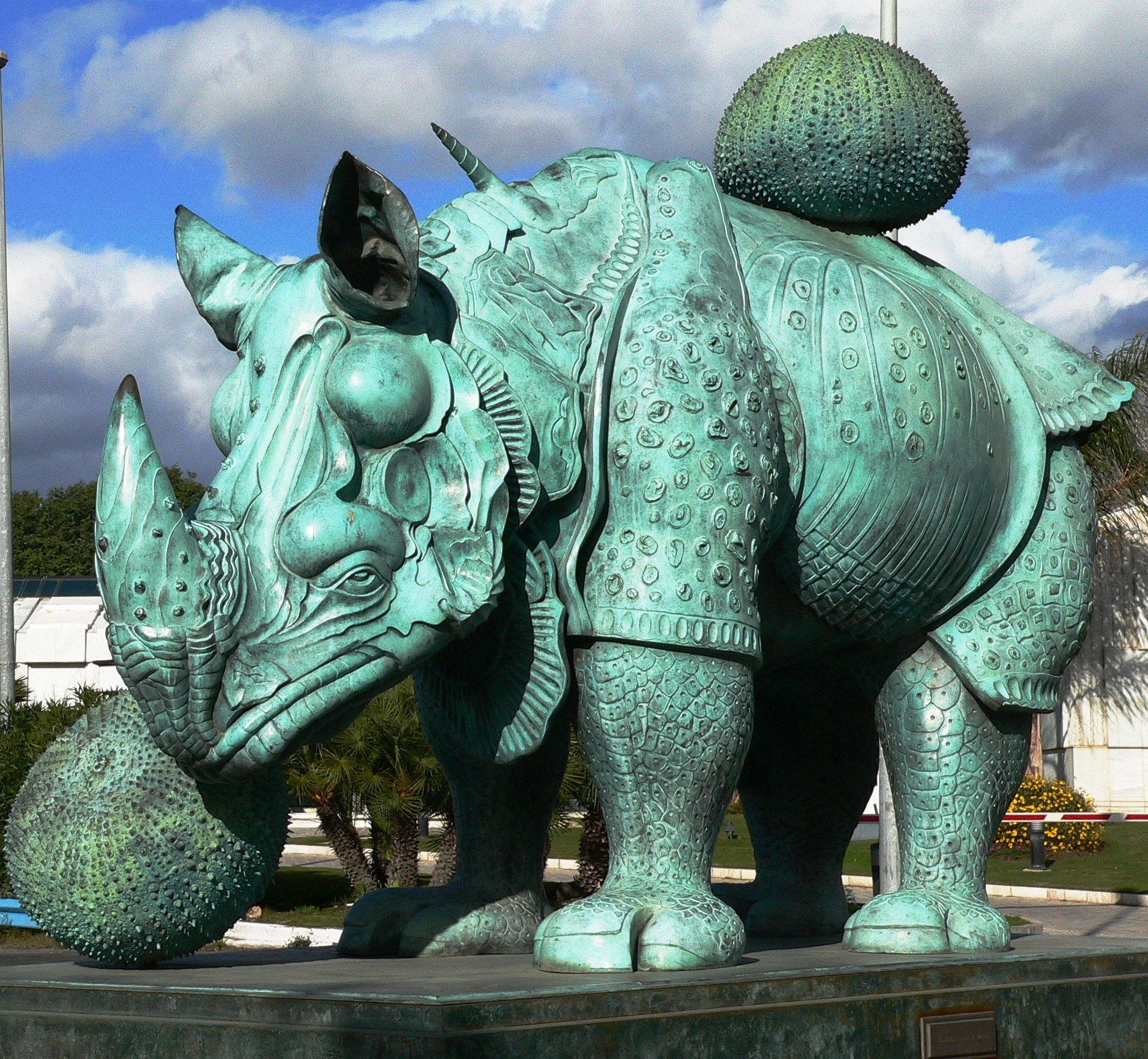
Salvador Dalí: Socha nosorožce, bronz (1956)

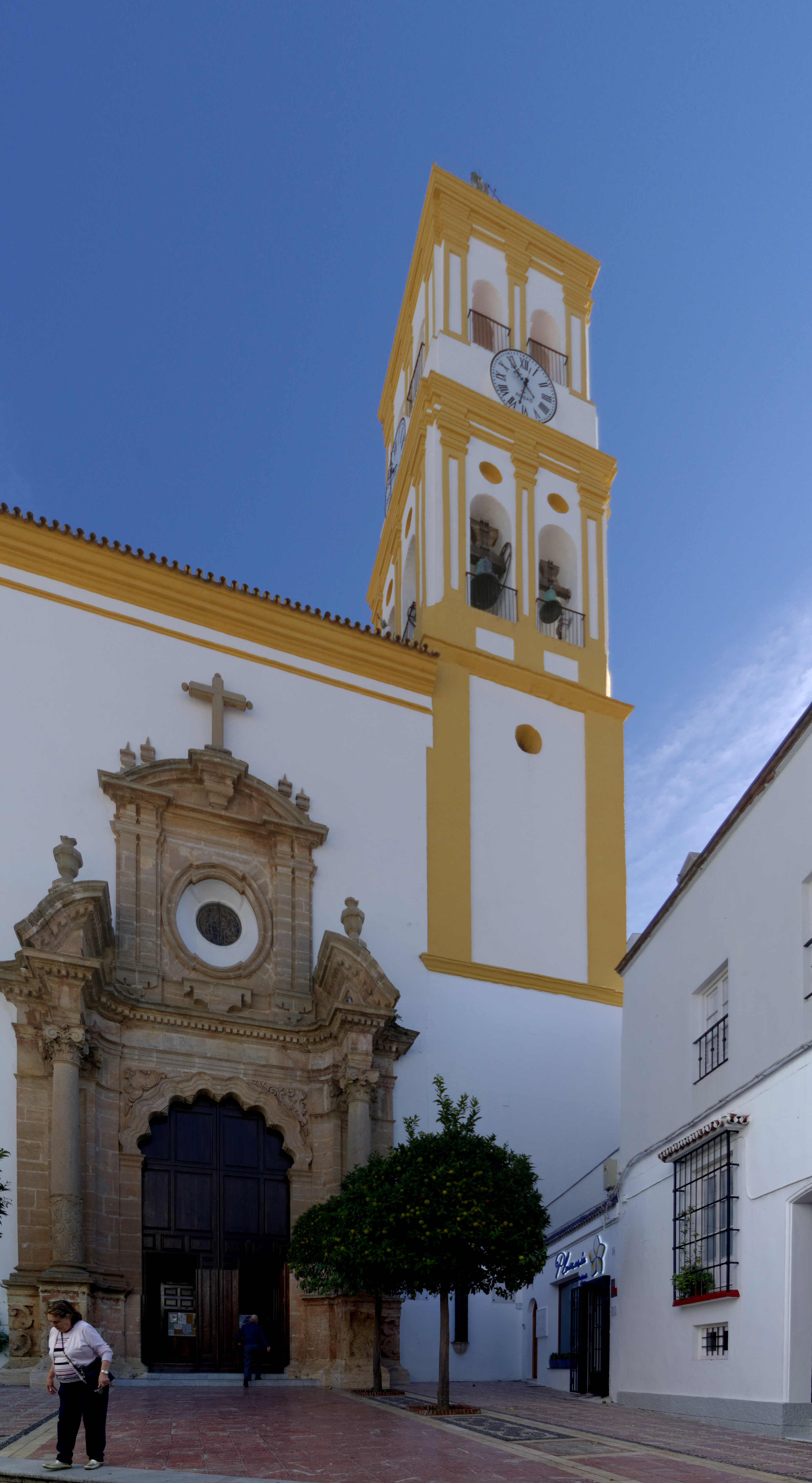
Barokní kostel Nanebevzetí P. Marie

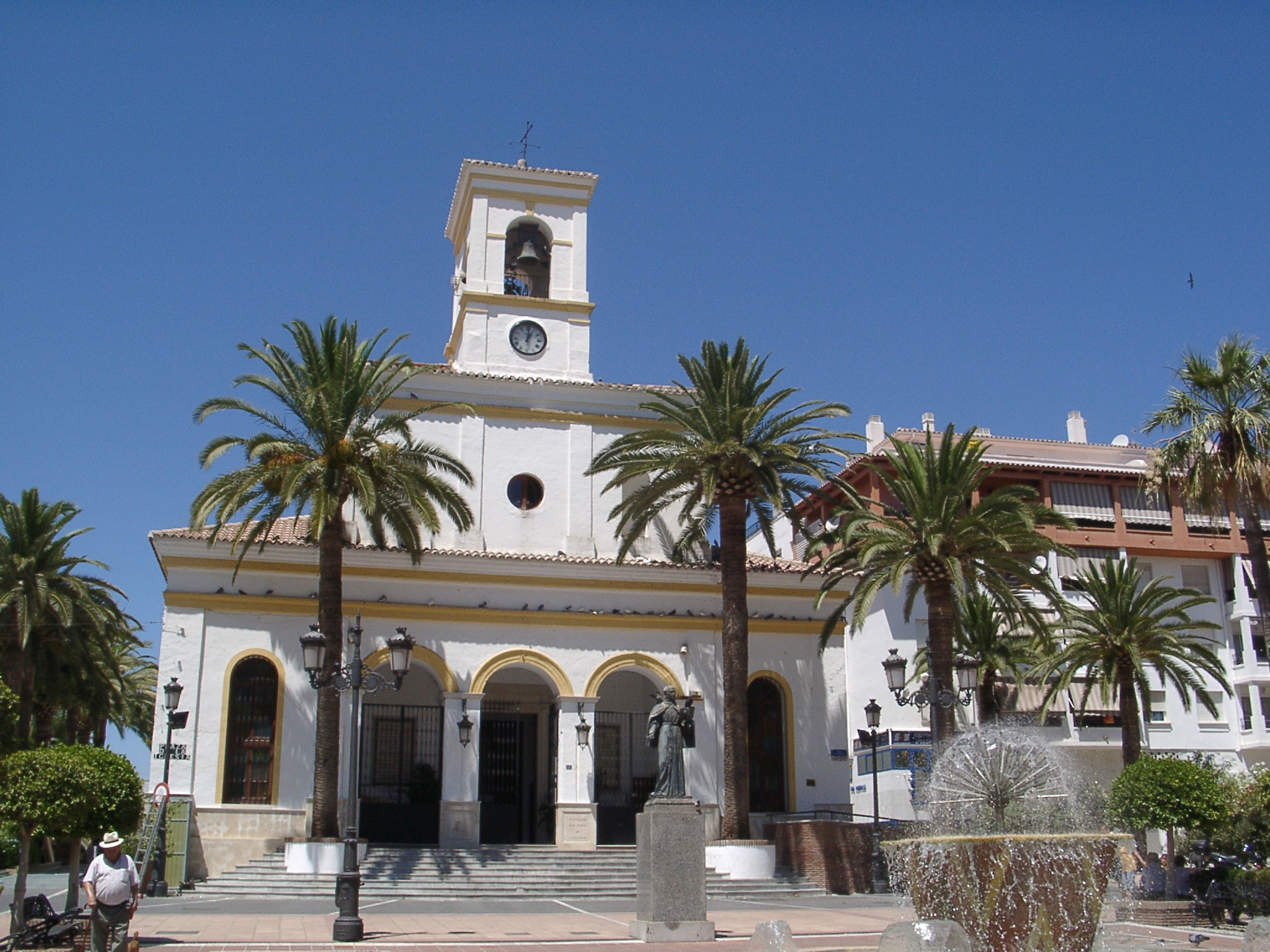
Kostel a socha sv. Petra z Alcantary

První sídlo zde založili Féničané jako obchodní centrum, které ve 3. století př. n. l. ovládli Římané a nazvali je Cilniana/Silniana. U ústí řeky Río Verde se zachovaly pozůstatky římské vily z 1. století našeho letopočtu a termálních lázní s mozaikami, také v San Pedro de Alcántara.
Název města Marbella pravděpodobně pochází z období nadvlády Maurů, kteří je dobyli roku 771 a nazývali je Marbilha. Maurský hrad Castillo de la Madera dal vybudovat Abderramán III., zřícenina se dochovala. Katoličtí králové Kastilie a Aragonska získali město zpět při rekonquistě roku 1485.
Marbella byla značně poškozena za španělské občanské války ve 30. letech 20. století. Ještě za 2. světové války měla jen asi tisíc obyvatel.
Rozvoj turismu souvisí s osobou bohatého markýze Ricarda Soriana, který sem začal zvát své přátele. Jeho synovec, kníže Alfonso von Hohenlohe-Langenburg v roce 1954 přestavěl místní usedlost Finca Santa Margarita na prestižní Marbella Club Hotel, který se stal místem setkání aristokratů, filmových hvězd a další movitých návštěvníků. Na začátku 70. let vznikl nedaleko luxusní jachetní přístav Puerto Banús.

## Památky
- Las Bóvedas – antické římské lázně, zřícenina stavby při termálních pramenech; antická vila s mozaikami
- Vega del Mar – archeologická lokalita se základy raně křesťanské baziliky ze 4. století
- Castillo de la Madera - maurský hrad z 10. století, zřícenina se dvěma věžemi, přestavěná ve 14. a 15. století
- Radnice – renesanční ze 16. století
- Iglesia de la Encarnación – barokní kostel Nanebevzetí Panny Marie, z let 1745-1754
- Avenida del Mar – pěší bulvár s 10 sochami Salvadora Dalího, Edoarda Soriana a dalších autorů
- Iglesia San Pedro de Alcántara – kostel sv. Petra z Alcantary, 18.-19. století; před kostelem světcova socha
- Torre Ladrones – rozhledna

## Muzea a atrakce
- Bonsaimuseum
- Museo del Grabado Español Contemporáneo - muzeum současné grafiky
- Cocodrilo Park - park krokodýlů
- Aquapark
- La milla d'oro (Zlatá míle) – pěší zóna, při které je Marbella Club Hotel, jeho pláž a palác saúdskoarabského krále Fahda
- Pláže: Playa de la Fontanilla, Playa de la Bajadilla

## Sport
Fotbalový klub Marbella FC hraje ve španělské druhé lize B. Ve městě sídlí tenisový Club de Tenis Puente Romano. Turnaje na jeho antukových dvorcích mají dlouhou tradici: v letech 1996–1997 se zde hrál mužský tenisový turnaj, v letech 2009–2011 ženský turnaj WTA Andalucia Tennis Experience, od roku 2018 se hraje mužský challenger ATP Marbella Tennis Open.

## Zajímavosti
- Při dobré viditelnosti je ve vzdálenosti asi 50 kilometrů vidět oba břehy Gibraltarského průlivu s Gibraltarem na jedné a Ceutou na druhé straně.
- Marbella je oblíbeným turistickým centrem na Costa del Sol, které v roce 2024 navštívilo přibližně 14,47 milionu turistů, což představuje meziroční nárůst o více než 3 %.
- Díky vysoké poptávce po ubytování a regulacím omezujícím krátkodobé pronájmy je oblíbenou destinací pro investice do nemovitostí.[3]

## Partnerská města
- Baler, Filipíny
- Cabourg, Francie
- Dauhá, Katar
- Džidda, Saúdská Arábie
- Kure, Japonsko
- Miami, Florida, Spojené státy americké
- Nabeul, Tunisko
- Nevers, Francie
- Playa del Carmen, Mexiko
- Punta del Este, Uruguay
- Reading, Spojené království